# Zygiella calyptrata
Zygiella calyptrata is een spinnensoort uit de familie van de Phonognathidae.
De wetenschappelijke naam van de soort werd in 1894 als Epeira calyptrata gepubliceerd door Thomas Workman en M.E. Workman.